# Борисов, Иван Григорьевич
Иван Григорьевич Борисов (1921—1954) — Гвардии майор Советской Армии, участник Великой Отечественной войны, Герой Советского Союза (1943).

## Биография
Иван Борисов родился 28 сентября 1921 года в деревне Шелухино (ныне — Луховицкий район Московской области). Проживал в Москве, окончил там семь классов школы и школу фабрично-заводского ученичества. В 1937 году устроился на работу слесарем-инструментальщиком на Пресненский машиностроительный завод, одновременно с работой учился в аэроклубе имени Ляпидевского. В мае 1940 года по комсомольской путёвке Борисов был зачислен курсантом в Центральный аэроклуб имени Чкалова. Закончил обучение с отличием, был рекомендован к поступлению в военную школу.
В 1940 году был призван на службу в Рабоче-крестьянскую Красную Армию, поступил в Остафьевскую военную авиационную школу пилотов. Из-за начала Великой Отечественной войны был досрочно выпущен в звании сержанта. 28 июня 1941 года Борисов был назначен пилотом 309-го истребительного авиаполка Московского района ПВО, затем в течение года служил в Москве. 1 июля 1942 года был переведён в 4-й истребительный авиаполк, участвовал в боях на Брянском и Сталинградском фронтах. Под Сталинградом Борисов был назначен в одну пару с Амет-Ханом Султаном. Впоследствии тот говорил о Борисове: «Это мой щит. Надёжный, верный щит…» К осени 1942 года Борисов сбил три вражеских самолёта, за что был награждён первым орденом Красного Знамени. В октябре 1942 года вместе с Амет-Ханом был зачислен в 9-й гвардейский авиаполк под командованием Льва Шестакова, сформированный по инициативе командующего 8-й воздушной армии Тимофея Хрюкина. Там Борисов был назначен командиром звена. Первые вылеты совершил в паре с Владимиром Лавриненковым. 3 февраля 1943 года ему было присвоено звание младшего лейтенанта. Участвовал в боях за освобождение Ростовской области вновь в паре с Амет-Ханом. 22 марта, прикрывая ведущего от вражеской авиации, был ранен, но смог посадить повреждённый самолёт на аэродроме. 14 июля 1943 года он был награждён вторым орденом Красного Знамени. В том же году вступил в ВКП(б). Отличился во время прорыва немецкой обороны на реке Молочной, за что 19 октября 1943 года был награждён орденом Отечественной войны 1-й степени. К осени 1943 года гвардии старший лейтенант Иван Борисов командовал звеном 9-го гвардейской истребительного авиаполка 6-й гвардейской истребительной авиадивизии 8-й воздушной армии 4-го Украинского фронта.
К осени 1943 года Борисов совершил 210 боевых вылетов, принял участие в 80 воздушных боях, лично сбил 10 самолётов и 8 — в группе.
Указом Президиума Верховного Совета СССР от 1 ноября 1943 года за «мужество и воинскую доблесть, проявленные в боях с немецко-фашистскими захватчиками» гвардии старший лейтенант Иван Борисов был удостоен высокого звания Героя Советского Союза с вручением ордена Ленина и медали «Золотая Звезда» за номером 1247.
За отличие в боях за освобождение Крыма Борисов был награждён орденом Александра Невского. К концу 1944 года был переведён в Восточную Пруссию, был командиром эскадрильи. Последний свой боевой вылет совершил в Берлине 2 мая 1945 года. За годы войны произвёл 563 боевых вылета, принял участие в 182 воздушных боях, в ходе которых уничтожил 22 самолёта лично и 8 в составе группы. 
После окончания войны продолжил службу в Советской Армии. В 1949 году в звании майора Борисов был уволен в запас. С октября 1949 года работал лётчиком транспортного авиаотряда ОКБ А. И. Микояна в Москве. Умер 10 августа 1954 года. Похоронен на Ваганьковском кладбище (13 уч.).
Был награждён пятью орденами Красного Знамени (1 — 23.10.42 (вручен 05.11.42), 2 — 14.07.43 (21.08.43), 3 — 07.04.44 (20.04.44), 4 — 24.01.45 (08.02.45), 5 — 20.04.1945), орденами Александра Невского и Отечественной войны 1-й степени, а также рядом медалей.